# Macrodontia mathani
Macrodontia mathani là một loài bọ cánh cứng trong họ Cerambycidae.